# بوريس سيسبيدز
بوريس سيسبيدز هو لاعب كرة قدم سويسري في مركز الهجوم، ولد في 19 يونيو 1995 في سانتا كروز دي لا سييرا في بوليفيا. لعب مع إتويل كاروغ ونادي سيرفيت.

## وصلات خارجية
- بوريس سيسبيدز على موقع قاعدة بيانات كرة القدم.إي يو (الإنجليزية)
- بوريس سيسبيدز على موقع Soccerway.com (الإنجليزية)
- بوريس سيسبيدز على موقع عالم كرة القدم.نت (الإنجليزية)